# Adam Bauman
Adam Bauman (ur. 10 czerwca 1957 w Warszawie) – polski lektor, aktor teatralny, filmowy i dubbingowy, także scenarzysta i wykładowca na Uniwersytecie Warszawskim – Wydział Polonistyki.

## Życiorys
Zadebiutował 22 maja 1981 roku na scenie Teatru Dramatycznego w Warszawie w sztuce Pieszo Sławomira Mrożka, w reżyserii Jerzego Jarockiego. W 1983 roku ukończył studia na PWST w Warszawie.
Mąż aktorki Agaty Gawrońskiej.
Jako autor debiutował w Teatrze Polskiego Radia w 1995 roku słuchowiskiem „Komedia peryferyjna” zrealizowanym w tym samym roku przez Teatr TV. W 1998 roku dostał nagrodę za słuchowisko „Lot” zrealizowane przez Polskie Radio Szczecin. W tym samym roku otrzymał wyróżnienie za komedię „Makrela w papilotach” na konkursie Talia organizowanym przez Teatr im. L. Solskiego w Tarnowie. W 2001 roku dostał nagrodę za słuchowisko „Pielgrzymi” organizowanym przez Program 1 PR. W 2002 roku zrealizował słuchowisko „Złodziej głosów”, w 2012 – „Poprowadź mnie na drugą stronę” o procesie Stanisławy Umińskiej, w 2013 roku – „Trzecia noga”, a w 2015 roku – „Dwanaście przykazań seksualnych rewolucyjnego proletariatu”.
W 2009 roku otrzymał nagrodę główną polskiej edycji konkursu scenariuszowego Hartley-Merrill za scenariusz filmowy o św. Andrzeju Boboli pt. „Potrójna misja”, a w następnym roku na tym samym konkursie scenariusz „Poprowadź mnie na drugą stronę” znalazł się w finałowej puli. Obecnie scenariusz jest w przygotowaniu do realizacji filmowej.
Ma dwóch synów, Aleksandra (ur. 2004) oraz Antoniego (ur. 2007).

## Nagrody
- 1983: wyróżnienie na I Ogólnopolskim Przeglądzie Sztuk Dyplomowych Szkół Teatralnych w Łodzi za rolę śpiewaka podwórzowego i narratora w Operze za trzy grosze autorstwa Bertolta Brechta na deskach Teatru Nowego w Warszawie.
- 1987: nagroda na XIII Opolskich Konfrontacjach Teatralnych za tytułową rolę w Kordianie w warszawskim Teatrze Nowym reż. Bohdana Cybulskiego
- 1987: Nagroda prezydenta miasta stołecznego Warszawy
- 2000: III miejsce w ogłoszonym przez Program PR i Teatr PR konkursie na komediowe słuchowisko za tekst Pielgrzymi

## Teatry
- W Warszawie:
  - Teatr Nowy (1982, 1985-89)
  - Teatr Powszechny (1983)
  - Teatr Polski (1983–1985)
  - Teatr na Woli (1991-92, 2000)

- Opera Śląska w Bytomiu (1993)
- Teatr Dramatyczny w Wałbrzychu (1997)
- Teatr Powszechny w Łodzi (2002)

### Role teatralne
- 1981 – Pieszo (reż. Jerzy Jarocki)
- 1982 – Opera za trzy grosze jako narrator; Śpiewak podwórzowy (reż. Janusz Nyczak)
- 1983 – Lekarz mimo woli jako pan Robert (reż. Bogdan Baer)
- 1984 – Wieczór Trzech Króli jako dworzanin Orsina (reż. Jerzy Rakowiecki)
- 1984 – Miarka za miarkę jako Angelo (reż. J. Nyczak)
- 1986 – Edward II jako Spencer Junior Curney (reż. Maciej Prus)
- 1986 – Kordian (dramat) jako Kordian (reż. Bohdan Cybulski)
- 1989 – Faust jako Wagner (reż. B. Cybulski)
- 1993 – Zemsta nietoperza jako Frosch (reż. Henryk Konwiński)
- 1997 – Sex nocy letniej jako Andrew (reż. Wowo Bielicki)
- 2000 – Panienka z Tacny jako Augustin (reż. Bohdan Augustyniak)
- 2002 – Sztuka jako Marc (reż. Rafał Sabara)
- 2002 – Dyzma musical jako Leon Kunicki reż. Laco Adamík
- 2008 – Stygmatyczka (Scena Faktu Teatru Telewizji) jako oficer (reż. Wojciech Nowak)
- 2010 – Prymas w Komańczy (Scena Faktu Teatru Telewizji) jako funkcjonariusz UB (reż. Paweł Woldan)

## Filmografia
- 1984: Dzień czwarty – powstaniec
- 1989: Stan posiadania – urzędnik Kwiatkowski, kolega Julii
- 1989: Lawa. Opowieść o „Dziadach” Adama Mickiewicza – Adolf w „Scenie Więziennej”
- 1989: Odbicia – dziennikarz Krzysztof (odc. 6)
- 1990: Napoleon – Książę Michał Gedeon Radziwiłł (odc. 3)
- 1995: Prowokator – Piotr
- 1997: Klan – doktor Andrzej Ruczaj
- 1999: Ostatnia podróż – Cyprian Kamil Norwid
- 2002–2011: Plebania – Karol Śliwiński, były wójt Tulczyna, człowiek Tracza
- 2002: Pianista – policjant żydowski na Umschlagplatzu
- 2003: Zaginiona
- 2003: Marcinelle – Dottore
- 2004: Podróż Niny – Heniek
- 2004–2005: Kryminalni – Leszek Orlicz (odc. 12-34)/Jan Orlicz (odc. 33-34)
- 2004–2006: Pensjonat pod Różą – Rysiek
- 2005: Klinika samotnych serc – Grzegorz
- 2007: Na dobre i na złe – Grzegorz Bradecki (odc. 305, 308)
- 2007: Egzamin z życia –Leszek Nowicki, urzędnik MSZ (odc. 76)
- 2008: Ojciec Mateusz – dyrektor papierni (odc. 1)
- 2008: Fala zbrodni – Krynicki, szef komisji lekarskiej (odc. 98-100)
- 2009: Rodzina zastępcza – rejent (odc. 318)
- 2013: Prawo Agaty – adwokat (odc. 38 i 44)
- 2013: Komisarz Alex – Tomasz Marczak (odc. 41)
- 2014: Ranczo – dziennikarz w tv (odc. 92, 104)
- 2014–2015: Na Wspólnej – Przemysław Pruski, ojciec Łucji (odc. 1971, 1982, 1994, 2089)
- 2014–2019: O mnie się nie martw – sędzia
- 2014: Na dobre i na złe – Władek, ojciec Artura (odc. 560)
- 2016: Druga szansa – mąż operowanej pacjentki  (odc. 11)
- 2016: Ranczo – redaktor Tobasiak (odc. 126)
- 2018: Prymas Hlond – wojewoda Bociański
- 2018: Ojciec Mateusz – Mirosław Skwarzec, właściciel agencji detektywistycznej (odc. 249)
- od 2018: Barwy szczęścia – sędzia

### Polski dubbing
- 1959: Donald w Krainie Matemagii – Prawdziwy Duch Przygody
- 1960–1966: Flintstonowie
- 1961–1962: Kocia ferajna – Tolek Cacek
- 1968–1969: Odlotowe wyścigi
- 1972: Arka Yogiego – Top Cat
- 1972–1973: Nowy Scooby Doo
- 1985: Yogi, łowca skarbów – Top Cat
- 1987: Kocia ferajna w Beverly Hills – Tolek Cacek
- 1987–1990: Kacze opowieści (stara wersja dubbingu) – Buba, gdy stał się geniuszem (odc. 77)
- 1987–1990: Kacze opowieści (nowa wersja dubbingu) – Tex Terrier, czyli duch Jessie Jonesa (odc. 36)
- 1987: Miś Yogi i czarodziejski lot Świerkową Gęsią
- 1988: Złych czterech i pies Huckleberry – narrator
- 1990: Piotruś Pan i piraci – Młody Hak (odc. 8. Boże Narodzenie Kapitana Haka)
- 1990: Pinokio
- 1991: Przygody Syrenki
- 1992: W 80 marzeń dookoła świata
- 1992–1997: X-Men – Kapitan Ameryka; Cortez, zdradził Magneto na asteroidzie; Bishop, z przyszłości; Gladiator, oficer cesarza Shi’ary; Krid, działacz Przyjaciół Ludzkości, brat Nocnego Łowcy, syn Mistik
- 1992–1997: Kot Ik! – Pierre, Ivan, Ed, Mittens (seria III), Hank (odc. 29), Jib (oprócz odc. 29), doktor Steggy (odc. 49, 51-53, 61-62), Sharkules, Zoltar (odc. 55)
- 1994: Skoś trawnik tato, a dostaniesz deser – Contie
- 1994–1998: Spider-Man – John Hardesky / Kot
- 1994–1996: Fantastyczna Czwórka – Pan Fantastyczny / Reed Richards
- 1994: Aladyn: Powrót Dżafara – Dżafar
- 1994: Patrol Jin Jina
- 1995: Dzieciaki do wynajęcia – Cliff Haber
- 1995–1996: Maska – Doktor Neuman, Weterynarz
- 1995–1998: Gęsia skórka – Zamaskowany Mutant, prezenter teleturnieju potworów z rodziną Morisów
- 1996: Kosmiczne Biuro Śledcze – Ben Packer
- 1996: Szczęśliwy dzień – Jack Taylor
- 1996–1997: Incredible Hulk – doktor Leonard Samson, pan Fantastyczny / Reed Richards (odc. 8)
- 1996–1998: Mała księga dżungli – Przywódca stada czerwonych wilków
- 1996–2003: Laboratorium Dextera – Błękitny Sokół
- 1997: Księżniczka Sissi
- 1997–2004: Johnny Bravo – szef agencji wywiadowczej; przeceniona zabawka, której wadą są białe spodnie; kapitan McSplin na starej łajbie, w której przypadkiem znalazł się Johnny, ofiara żartów syre; reżyser filmu Zezowatego Ringo, w którym Johnny był kaskaderem; niedźwiedź na wyspie Dzikuska; ojciec Tima, chłopca z magiczną mocą
- 1997–1998: Dzielne żółwie: Następna mutacja – Splinter
- 1997–1998: Przygody Olivera Twista
- 1998: Eerie, Indiana: Inny wymiar – Stag Carnalli
- 1998: Teknoman – Mac
- 1998: Przygody Kuby Guzika
- 1998–1999: Nowe przygody rodziny Addamsów – Dziadek
- 1998–2004: Atomówki – Kapitan Lucky
- 1999: Jak Bóg Maior utracił tron w Czternaście bajek z Królestwa Lailonii Leszka Kołakowskiego – Ubi
- 1999: Pokémon Film Pierwszy: Zemsta Mewtwo – Giovanni
- 1999–2002: Chojrak – tchórzliwy pies – Ojciec rodziny jeleni
- 2000–2003: X-Men: Ewolucja – Dyrektor Edward Kelly
- 2000: Spotkanie z Jezusem (wersja kinowa)
- 2000: Titan – Nowa Ziemia – Kapitan Joseph Korso
- 2000: Sacrifice – Eldred
- 2000: Twarze i maski – dr Gliński (odc. 7)
- 2001: Potwory i spółka – Gamoń II
- 2001: Non possumus. Prymas Stefan Wyszyński – lektor
- 2001–2002: Cafe Myszka – Dżafar
- 2001–2004: Liga Sprawiedliwych – Aquaman, Wandal Dzikos
- 2001: Spirited Away: W krainie bogów
- 2001: Gothic – Diego, Lares, Mordrag, Gomez, Świstak
- 2001: Shrek – Jeden z rycerzy Lorda Farquaada
- 2001–2003: Strażnicy czasu
- 2001–2004: Samuraj Jack – pies Dreyfuss (odc. 2), najstarszy Wełniak (odc. 4), Spartok (odc. 25), wiking uwięziony w kamiennym ciele
- 2002: Złap mnie, jeśli potrafisz
- 2002: Robin Hood: Legenda Sherwood – Guillaume de Longchamps
- 2002: Planeta skarbów
- 2002: Gothic II – Diego, Lares, Pyrokar, Bosper, Dexter, Matteo, Borka, Atilla, Jesper, Sentenza, Alrik, Lehmar, Canthar, Coragon, Khaled
- 2002: Szymek czarodziej –
  - Szeryf,
  - Sędzia na turnieju
- 2002–2003: He-Man i władcy wszechświata
- 2002–2005: Co nowego u Scooby’ego?
- 2002–2007: Naruto –
  - Ibiki Morino (większość odcinków),
  - Yoroi Akado
- 2003: Wojownicze Żółwie Ninja –
  - Mistrz Splinter,
  - Sliver (odc. 71)
- 2003: Old School: Niezaliczona
- 2003: Opowieść o Zbawicielu – Jan Chrzciciel
- 2003: El Cid – legenda o mężnym rycerzu – Al-Muqtadir
- 2003: Baśniowy świat 3 – Pan Duch
- 2003: Ghost Master – narrator, Wicherek, Czarny Kruk, Luźna Główka
- 2003: Uwięziony prymas – lektor
- 2003: August Kardynał Hlond – lektor
- 2003: Xiaolin – pojedynek mistrzów – Mistrz Mnich Guan
- 2003: Gothic II: Noc Kruka – Diego, Lares, Dexter, Farim, Quarhodron
- 2003: Power Rangers Ninja Storm – Sensei
- 2003–2005: Kaczor Dodgers
- 2003–2004: Megas XLR – Targon (odc. 9, 19), Gluton (odc. 18), jeden z Załogi Warlocka (odc. 20), jeden z punków (odc. 21)
- 2003–2005: Młodzi Tytani – Grzmot (odc. 4), narrator (w odc. 20)
- 2004–2006: Liga Sprawiedliwych bez granic – Amazo, Aquaman, Metron
- 2004: Świątynia pierwotnego zła – różne głosy
- 2004: Transformerzy: Wojna o Energon – Destruktor
- 2004: Żony ze Stepford
- 2004: Legenda telewizji – Brian Fantana
- 2004: Terminal
- 2004: Mulan II
- 2004: Scooby Doo i potwór z Loch Ness
- 2005: Aloha, Scooby Doo – Jared Moon
- 2005: Scooby Doo na tropie Mumii
- 2005: Harcerz Lazlo – Skradacz
- 2005: Wallace i Gromit: Klątwa królika
- 2005: Karol. Człowiek, który został papieżem
- 2005: Barbie i magia pegaza – Ferris
- 2005: Zebra z klasą – Nolan
- 2005: Transformerzy: Cybertron – Overhaul / Megalion
- 2005: Awatar: Legenda Aanga – Naczelnik więzienia (odc. 6)
- 2005–2007: Podwójne życie Jagody Lee – Loki (III seria)
- 2005–2008: Ben 10 – strażnik (odc. 34), trener (odc. 36)
- 2006: Tom i Jerry: Piraci i kudłaci
- 2006: Monster Warriors – Komisarz McMillan
- 2006: Galactik Football – Aarch
- 2006: Po rozum do mrówek – Fred Nickle
- 2006: Ōban Star Racers – Avatar
- 2006–2008: Team Galaxy – kosmiczne przygody galaktycznej drużyny – Dyrektor Kirkpatrick
- 2006: Wiewiórek – Edi
- 2006: Kudłaty i Scooby Doo na tropie – wirus komputerowy – Kevin, prezenter programu przyrodniczego
- 2006: Gothic 3 – Diego, Lares, Lester, Milten, Beliar
- 2006: Heroes of Might and Magic V – Tieru
- 2006: Power Rangers: Mistyczna moc – Below
- 2006: Storm Hawks – profesor Domiwic, pułkownik
- 2007: Wiedźmin – wódz bandytów, król Foltest, ksiądz, krasnoludzki kowal, Zahin Schmartz, Malcolm Stein
- 2007: Assassin’s Creed – Strażnik w Akce
- 2007: Koń wodny: Legenda głębin
- 2007: W pułapce czasu – Pan Albert
- 2008: Mass Effect
- 2008: Killzone 2 – Sevchenko
- 2008: Scooby Doo i król goblinów – Król Goblinów
- 2009: Dragon Age: Początek
- 2009: Pingwiny z Madagaskaru –
  - Burt (niektóre odcinki),
  - Buck Rockgut
- 2008: Viva High School Musical Meksyk: Pojedynek – Ojciec Luli i Fera
- 2008: Więźniowie wyobraźni
- 2008: Prince of Persia – Alchemik
- 2009: Księżniczka i żaba
- 2010: Wakfu
- 2010: Mass Effect 2 – Kargesh, admirał Zaal’Koris vas Qwib-Qwib, Garm
- 2010: Arcania: Gothic 4 – Diego
- 2011: Scooby Doo i Brygada Detektywów – Szeryf
- 2011: Rango – Elgin
- 2011: Ben 10: Ultimate Alien – Bivalvan
- 2011: Wiedźmin 2: Zabójcy królów – Foltest
- 2011: Gnomeo i Julia – Szekspir
- 2011: Ale cyrk
- 2011: The Elder Scrolls V: Skyrim – Cesarz Titus Mede II
- 2012: Upadek Setarrif – Diego
- 2012: Risen 2: Dark Waters
- 2012: Diablo III
- 2012: Hobbit: Niezwykła podróż – Elrond
- 2013: Hobbit: Pustkowie Smauga – Elrond
- 2013: Battlefield 4 - Roland Garrison
- 2014: League of Legends – Vel’Koz
- 2014: Sunset Overdrive – Buck National
- 2014: Hobbit: Bitwa Pięciu Armii – Elrond
- 2016: Angry Birds Film – Mocarny Orzeł
- 2017: My Little Pony: Film – Verko
- 2018: Mary Poppins powraca – mleczarz
- 2019: Angry Birds 2 Film – Mocarny Orzeł
- 2021: Gwiezdne wojny: Parszywa zgraja – Hunter
- 2023: Ninjago: Powstanie Smoków – Ras
- 2025: Gothic 1 Remake – Diego

### Reżyseria słuchowisk
- 2012: Poprowadź mnie na drugą stronę
- 2013: Trzecia noga
- 2015: Dwanaście przykazań seksualnych rewolucyjnego proletariatu[1][2]

### Słuchowiska
- Jak obalić człowieka (na podstawie dramatu Igora Frendera), obsada: Adam Bauman i Krzysztof Szczepaniak[3]